# 帕洛 (明尼蘇達州)
帕洛（英語：Palo）是位於美國明尼蘇達州聖路易斯縣懷特鎮區的一個非建制地區。

## 歷史
帕洛的郵局於1907年成立，其後於1933年停運。此地得名自「火」的芬蘭語。

## 地理
帕洛所處的海拔為高於海平面427米（即1401英呎），而該地所採用的時區為UTC-6，即北美中部時區（CST）。同時該地設有夏令時間，為UTC-6調快一小時，即UTC-5（CDT）。